# Boliviaflaggkolibri
Boliviaflaggkolibri (Ocreatus addae) är en fågel i familjen kolibrier.

## Utbredning och systematik
Arten förekommer från centrala Peru till Bolivia och delas in i två underarter med följande utbredning:
- O. a. annae – centrala och södra Peru
- O. a. addae – Bolivia

Tidigare behandlades den som en del av Ocreatus underwoodii men urskiljs allt oftare som egen art.

## Status och hot
Internationella naturvårdsunionen IUCN erkänner inte ännu peruflaggkolibrin som egen art, varför dess hotstatus inte bedömts.